# Trese (serie de televisión)
Trese es una serie de televisión en streaming de anime Filipina, basada en la serie filipina del mismo nombre escrita por Budjette Tan y Kajo Baldisimo. La produce BASE Entertainment, con sede en Singapur. La serie se estrenó en Netflix el 10 de junio de 2021.

## Reparto de voz
| Personaje                      | Idioma filipino          | Idioma inglés        |
| ------------------------------ | ------------------------ | -------------------- |
| Alexandra Trese                | Liza Soberano            | Shay Mitchell        |
| The Kambal (Crispin y Basilio) | Simon dela Cruz          | Griffin Puatu        |
| Bantay                         |                          | Griffin Puatu        |
| Miranda Trese                  | Cheska Aguiluz           | Nicole Scherzinger   |
| Anton Trese                    | Eugene Adalia            | Carlos Alazraqui     |
| Santelmo                       | R.J. Celdran             | Carlos Alazraqui     |
| Maliksi                        | Steve dela Cruz          | Manny Jacinto        |
| Captain Guerrero               | Apollo Abraham           | Matt Yang King       |
| Dominic                        | Elyrey Martin            | Matt Yang King       |
| Ibwa                           | Elyrey Martin            | Steve Blum           |
| Datu Talagbusao                | Bryan Encarnacion        | Steve Blum           |
| Nuno                           | Christian Velarde        | Eric Bauza           |
| Marco                          | Jose Amado Santiago      | Darren Criss         |
| Hank                           | Christopher Carlo Caling | Jon Jon Briones      |
| Mayor Sancho Santamaria        | Rene Tandoc              | Lou Diamond Phillips |

## Producción
La serie se anunció por primera vez en noviembre de 2018, con Jay Oliva como productor ejecutivo. En el Netflix Anime Festival de octubre de 2020 se reveló que el artista de Trese komik Kajo Baldisimo y el escritor Budjette Tan actuarían como showrunners.

## Lanzamiento
Trese estará disponible para su visualización en la plataforma en línea a partir del 10 de junio de 2021 en Estados Unidos, en Filipinas el 11 de junio por la diferencia de horario. El lanzamiento contará con seis episodios. El programa se lanzará en tres idiomas: inglés,  filipino y japonés; cada versión con su propio elenco.